# Gerulata

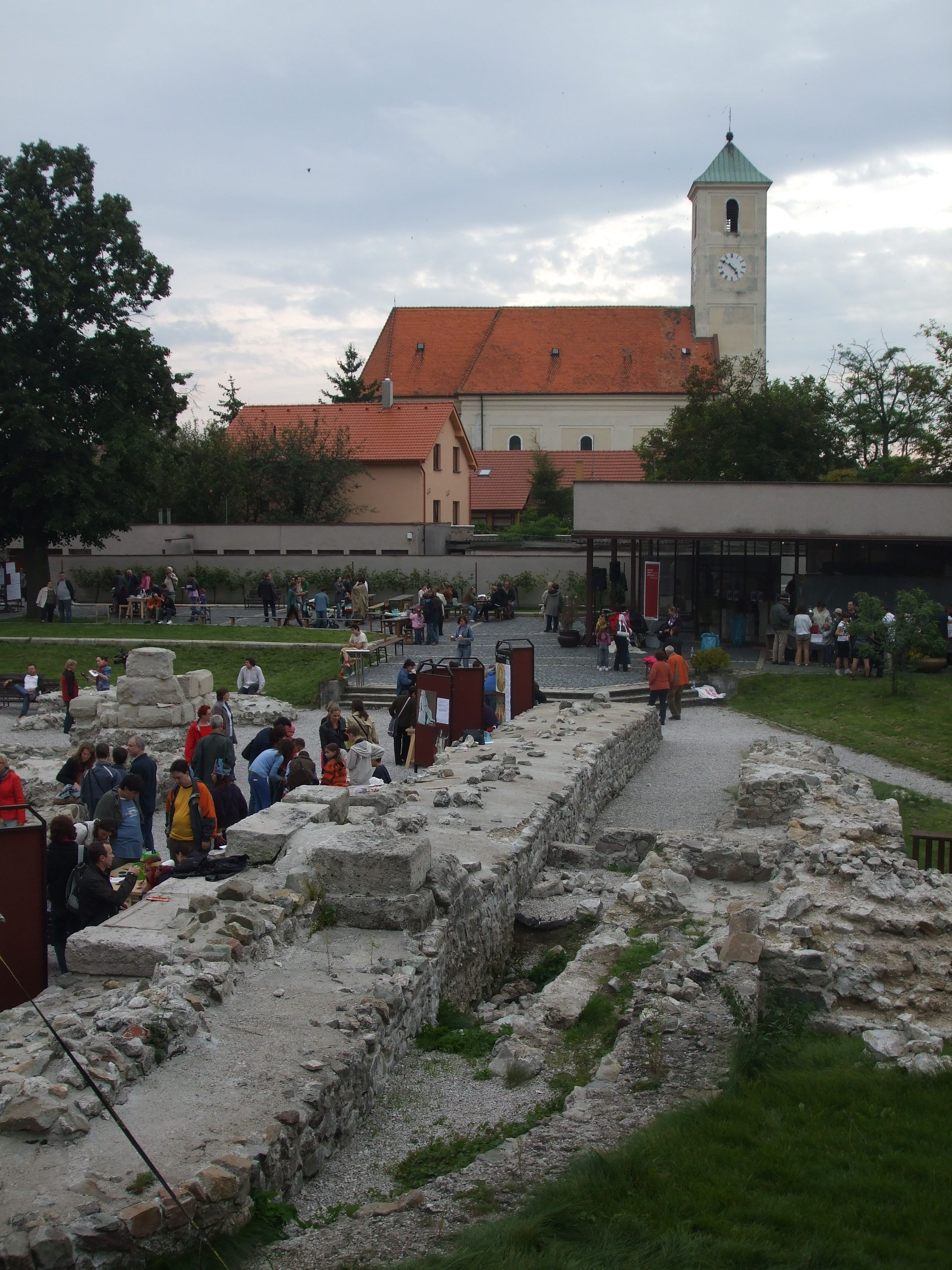
Gerulata v Rusovcích

Kastel Gerulata byl jedním ze starořímských opevnění na Dunaji, jehož zbytky byly nalezeny ve slovenských Rusovcích nedaleko Bratislavy. Jednalo se o součást ochrany pevninské hranice Římské říše (Limes Romanus) z období počátku našeho letopočtu. Na vyhodnocování archeologických nálezů v této lokalitě se podílel i významný československý historik a numismatik profesor Vojtěch Ondrouch.
Od roku 1963 je Gerulata chráněna jako Národní kulturní památka. V červenci 2021 byla archeologická lokalita společně s dalšími místy na Slovensku, v Rakousku a Německu zapsána na seznam světového dědictví UNESCO pod společným názvem „Hranice Římské říše – Dunajský limes (západní část)“.